# 奈良交通十津川営業所
奈良交通十津川営業所（ならこうつうとつかわえいぎょうしょ）は、奈良県吉野郡十津川村平谷にあり、主に十津川村近郊を発着する路線を担当している奈良交通の営業所。
十津川バスセンターを併設しており、停留所名は「十津川温泉」。なお、十津川地域でのバス運行については、幹線的な路線を奈良交通が直営し、支線を十津川村に移管し、運行・管理を奈良交通が担っている。このような方式は「十津川方式」とされ、他地域の参考とされている。 

## 現行路線

### 十津川線
※地域間幹線系統として、国・奈良県の補助を受ける。
- 広域通院ライン：福神駅 - 五條バスセンター - 五条駅 - 五條病院玄関口 - 上野地 - 折立 - 十津川温泉
広域通院ラインは2011年2月28日より運行を開始した[2][3]。県立五條病院の通院目的として新設したが、生活路線として一般も乗車できる。平日のみ運行。

## 撤退・廃止路線

### 十津川線
- 1：五條バスセンター - 五条駅 - 上野地 - 折立 - 十津川温泉
- 2：五條バスセンター - 五条駅 - 上野地 - 折立 - 十津川温泉 - 請川 - 湯の峰温泉
- 3：五條バスセンター - 五条駅 - 上野地
- 14：上野地→折立→十津川温泉→請川→湯の峰温泉
- 15：本宮大社→十津川温泉→折立→上野地
2006年10月1日：3系統は廃止、2・14・15の各系統は休止となる。
2020年10月1日：1系統を廃止[4]。

### 五條西吉野線
- 11：五條バスセンター - 五条駅 - 専用道城戸
- 12：五條バスセンター - 五条駅 - 専用道城戸 - 西吉野温泉
2002年10月1日 - 西日本JRバスから阪本線（五条駅 - 城戸）を移管される。その際に始発を五條バスセンターに変更し、運転区間も若干変更する。五新線のバス代行として運行されていたJRバス阪本線が、近年のモータリゼーションの発展や過疎化により路線廃止となり、代わりに運行を始めた路線であるが、バス専用道老朽化のため廃止された。
- 11：五條バスセンター - 五条駅 - 五條病院 - 城戸 - 西吉野温泉
バス専用道廃止後に設定されたが、2018年9月30日をもって系統そのものが廃止され、葛城営業所の12系統（五條バスセンター - 五条駅 - 五條病院玄関口 - 老野（おいの） - 賀名生和田（あのうわだ） - 城戸）に置換えられた。